# Fannia setifer
Fannia setifer är en tvåvingeart som beskrevs av Chillcott 1961. Fannia setifer ingår i släktet Fannia och familjen takdansflugor.
Artens utbredningsområde är Texas. Inga underarter finns listade i Catalogue of Life.